# روبي ديكسون
روبي ديكسون هو متزحلق جبال الألب كندي، ولد في 4 يناير 1985 في فانكوفر في كندا.

## وصلات خارجية
- روبي ديكسون على موقع الاتحاد الدولي للتزلج (التزلج على المنحدرات الثلجية) (الإنجليزية)
- روبي ديكسون على موقع أوليمبيديا (الإنجليزية)